# Karl Hans Neumann
Karl Hans Neumann (* 13. Mai 1922 in Groß-Aupa; † 4. August 1993 in Leonberg) war ein deutscher Architekt. Aus seinem Werk ragen vor allem einige moderne Kirchenbauten hervor.

## Leben
Er besuchte das Gymnasium und die Höhere Forstschule in Reichstadt, wo er 1940 eine fachgebundene Reifeprüfung ablegte. Von 1940 bis 1945 war er bei der Luftwaffe. Im letzten Kriegsjahr wurde er schwer verwundet und blieb bis 1948 im Lazarett. Anschließend absolvierte er bis 1951 ein Bauingenieurstudium in Würzburg, danach bis 1954 ein Aufbaustudium in Architektur bei Sep Ruf und Friedel Steinmeyer in Nürnberg und München. 1954 heiratete er Marianne Dannenberger. Im darauf folgenden Jahr eröffnete er Architekturbüros in Stuttgart und Bad Homburg vor der Höhe. In den folgenden 35 Jahre übte er eine rege Bautätigkeit aus. Ein Schwerpunkt seiner Planungen lag auf Kirchen, Schul- und Verwaltungsbauten in Südwestdeutschland. An vielen seiner Gebäude war der Künstler Gerhard Tagwerker bei der künstlerischen Ausgestaltung tätig. Ab 1988 arbeitete Neumann in Büropartnerschaft mit Werner Knopp, mit dem er noch einige größere Projekte realisierte, bevor er sich 1990 aus gesundheitlichen Gründen aus dem Berufsleben zurückzog.

## Bauten (Auswahl)

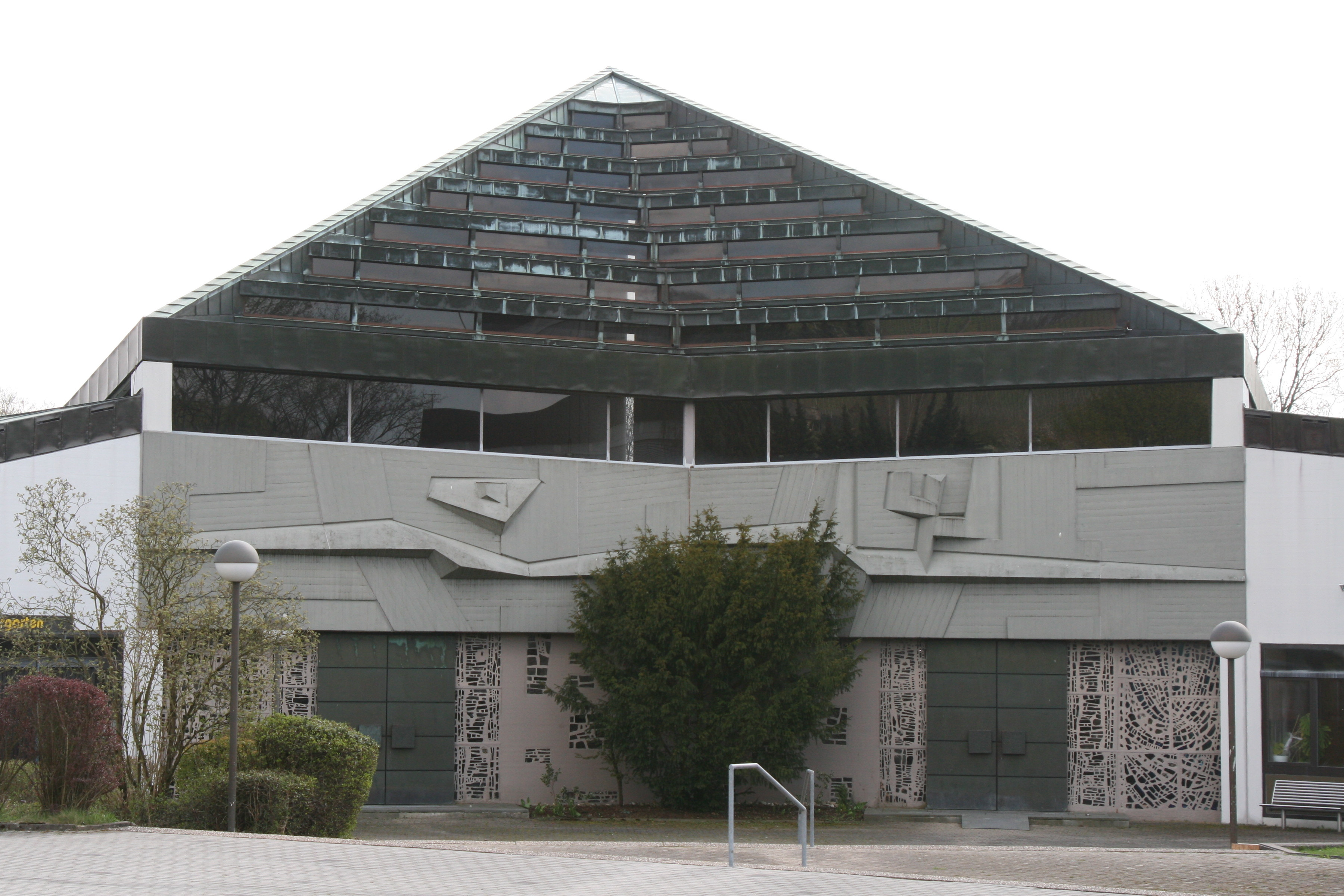
Vaterunser-Kirche in Willsbach

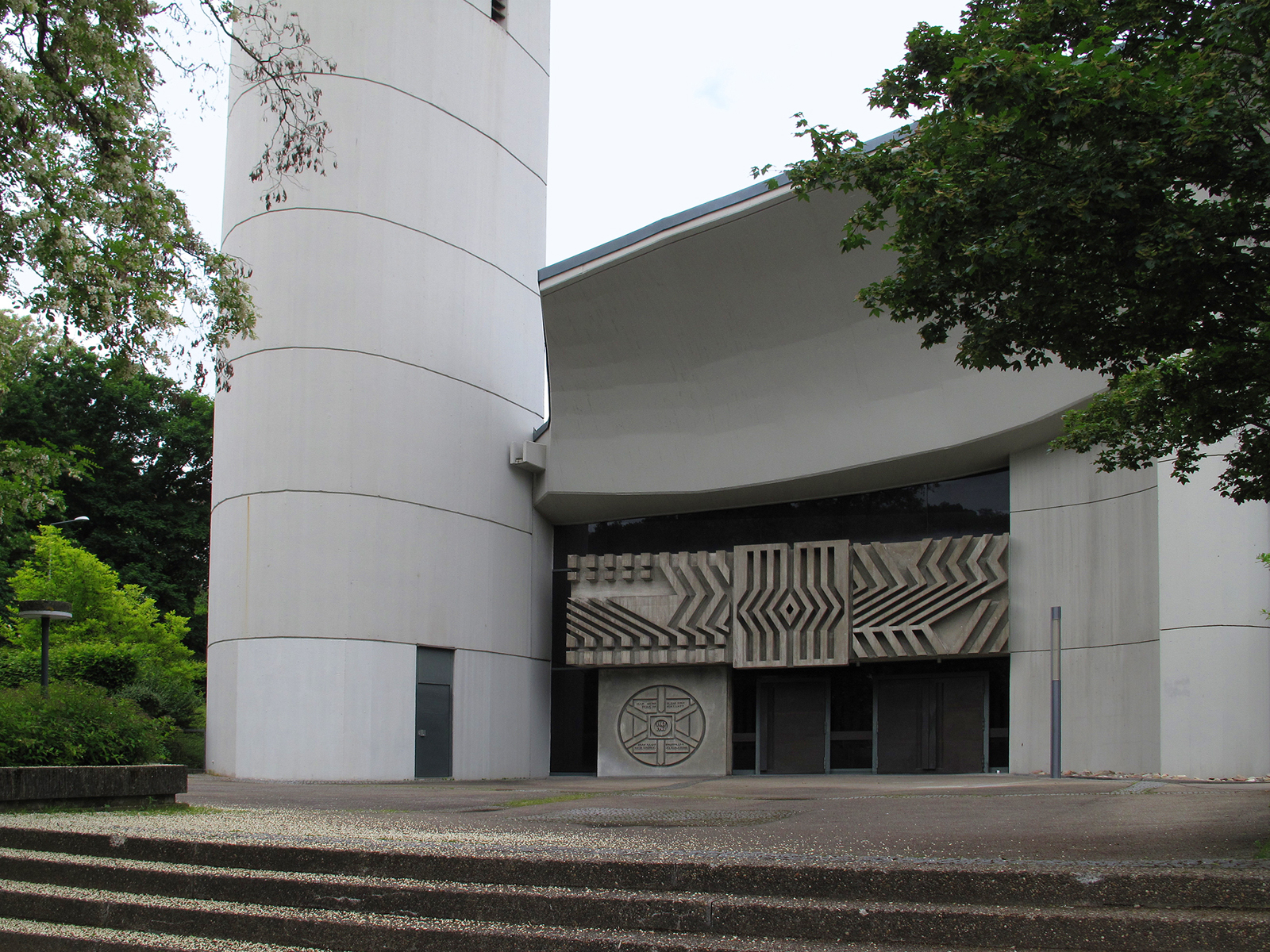
Bruder-Klaus-Kirche in Stuttgart

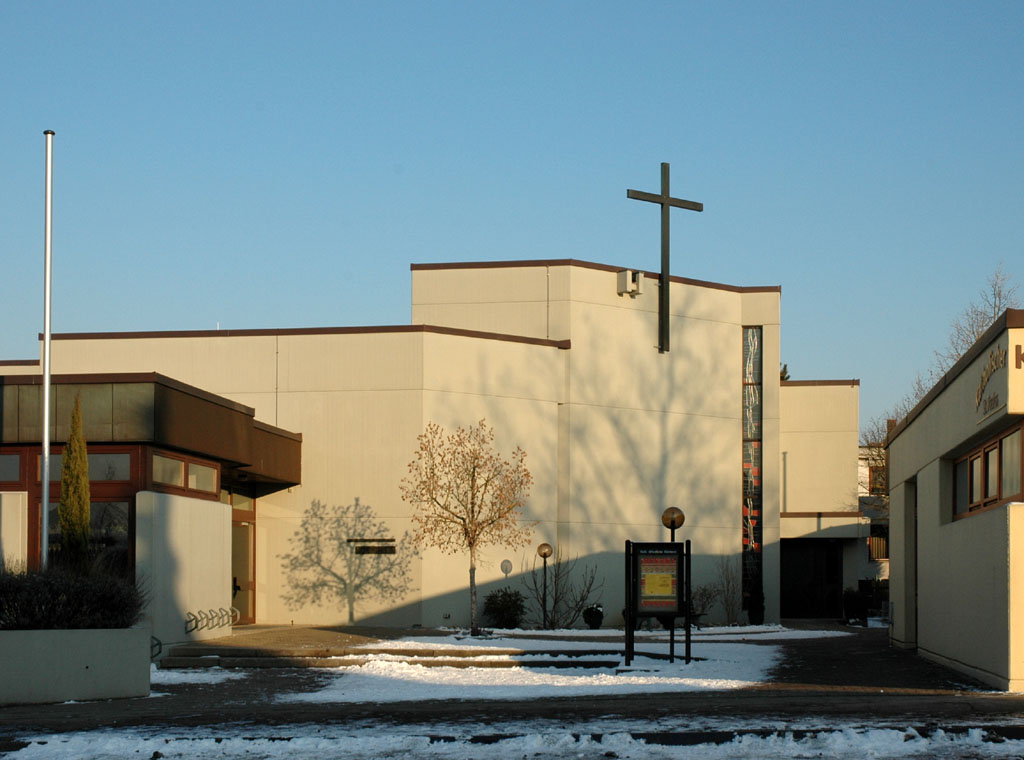
St. Paulus in Lauffen am Neckar

Als Datum ist jeweils die Spanne von Wettbewerb bzw. Beauftragung und Fertigstellung angegeben.

### Kirchen
- Pfarrkirche St. Josef, Münchingen (1956–62), künstlerische Ausgestaltung: Rudolf Hägele
- Pfarrkirche St. Michael, Höfingen (1960–68), künstlerische Ausgestaltung: Christian Oehler und Gerhard Tagwerker
- Mobile Zeltkonstruktion des Europafestivals der Internationalen Katholischen Landjugend, Stuttgart 1965
- Pfarrkirche St. Laurentius, Schramberg-Sulgen (1965–67), künstlerische Ausgestaltung: Hannes Neuner
- Vaterunser-Kirche, Willsbach (1963–67), künstlerische Ausgestaltung: Gerhard Tagwerker und Josef de Ponte
- St. Franziskus, Tailfingen (1964–69), eigene künstlerische Ausgestaltung
- Johanneshaus, Leonberg (1971–73), eigene künstlerische Ausgestaltung
- Gemeindezentrum Klaus-van-der-Flüe, Stuttgart (1969–74), künstlerische Ausgestaltung: Otto Hajek
- Gemeindezentrum St. Paulus, Lauffen am Neckar (1973–76), künstlerische Ausgestaltung: Gerhard Tagwerker und Josef de Ponte
- Gemeindezentrum St. Bonifatius, Hochheim am Main (1977–80), künstlerische Ausgestaltung: Gerhard Tagwerker
- Pfarrkirche St. Sebastian, Silz-Münchweiler (1977–80), künstlerische Ausgestaltung: Gerhard Tagwerker
- Gemeindezentrum Edith-Stein-Haus, Leonberg (1973–82), künstlerische Ausgestaltung: Gerhard Tagwerker und Emil Wachter
- Gemeindezentrum St. Wendelin, Bösingen bei Rottweil (1977–82), künstlerische Ausgestaltung: Hans Schreiner und Franz Bucher
- Gemeindezentrum St. Franziskus, Warmbronn (1984–89), Planung mit Werner Knopp, künstlerische Ausgestaltung: Gerhard Tagwerker
- Ökumenisches Gemeindezentrum, Tamm-Hohenstange (1985–90), Planung mit Werner Knopp, eigene künstlerische Ausgestaltung im evang. Bereich

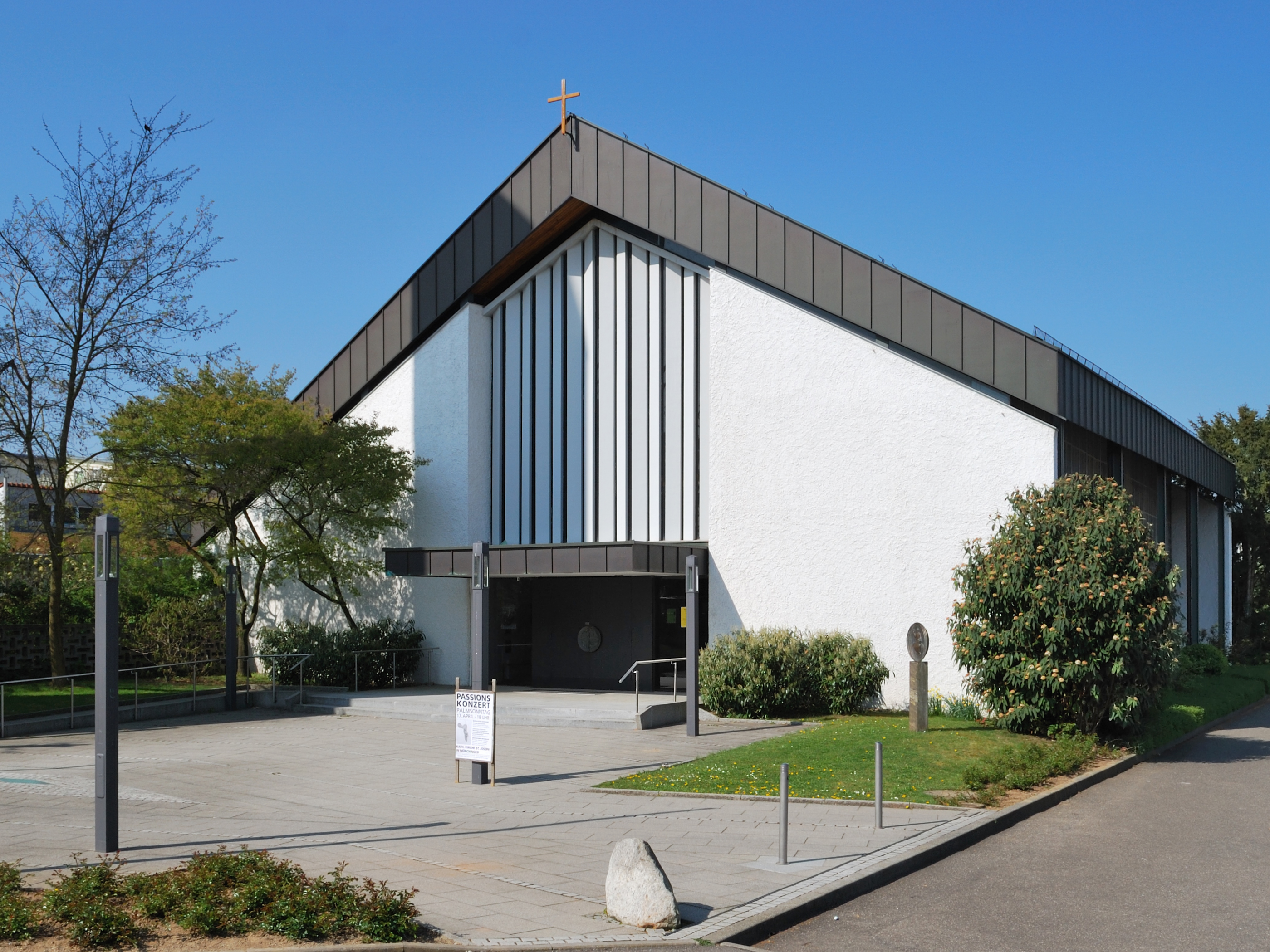
St. Josef in Münchingen
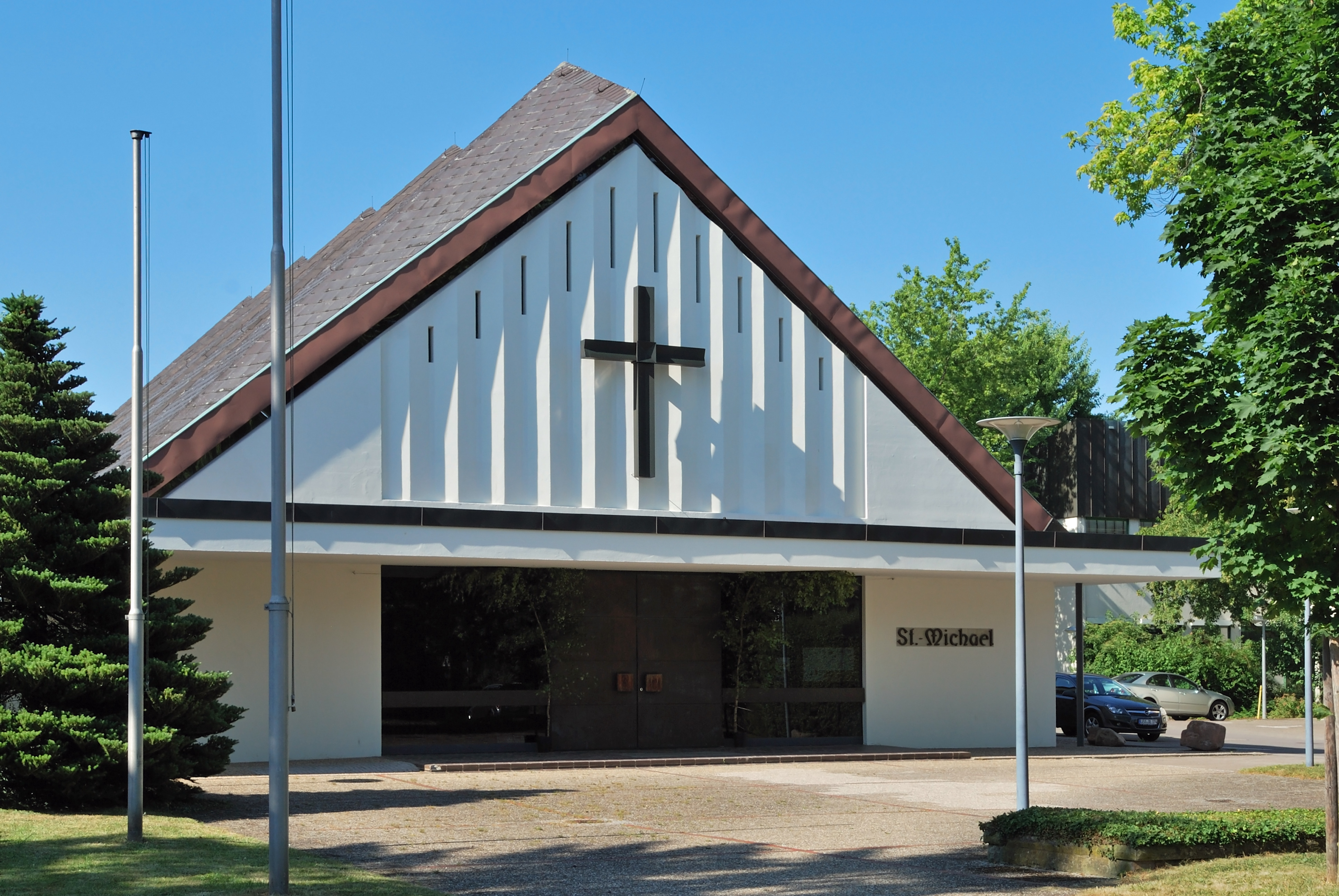
St. Michael in Höfingen

### Schulen und Kindergärten

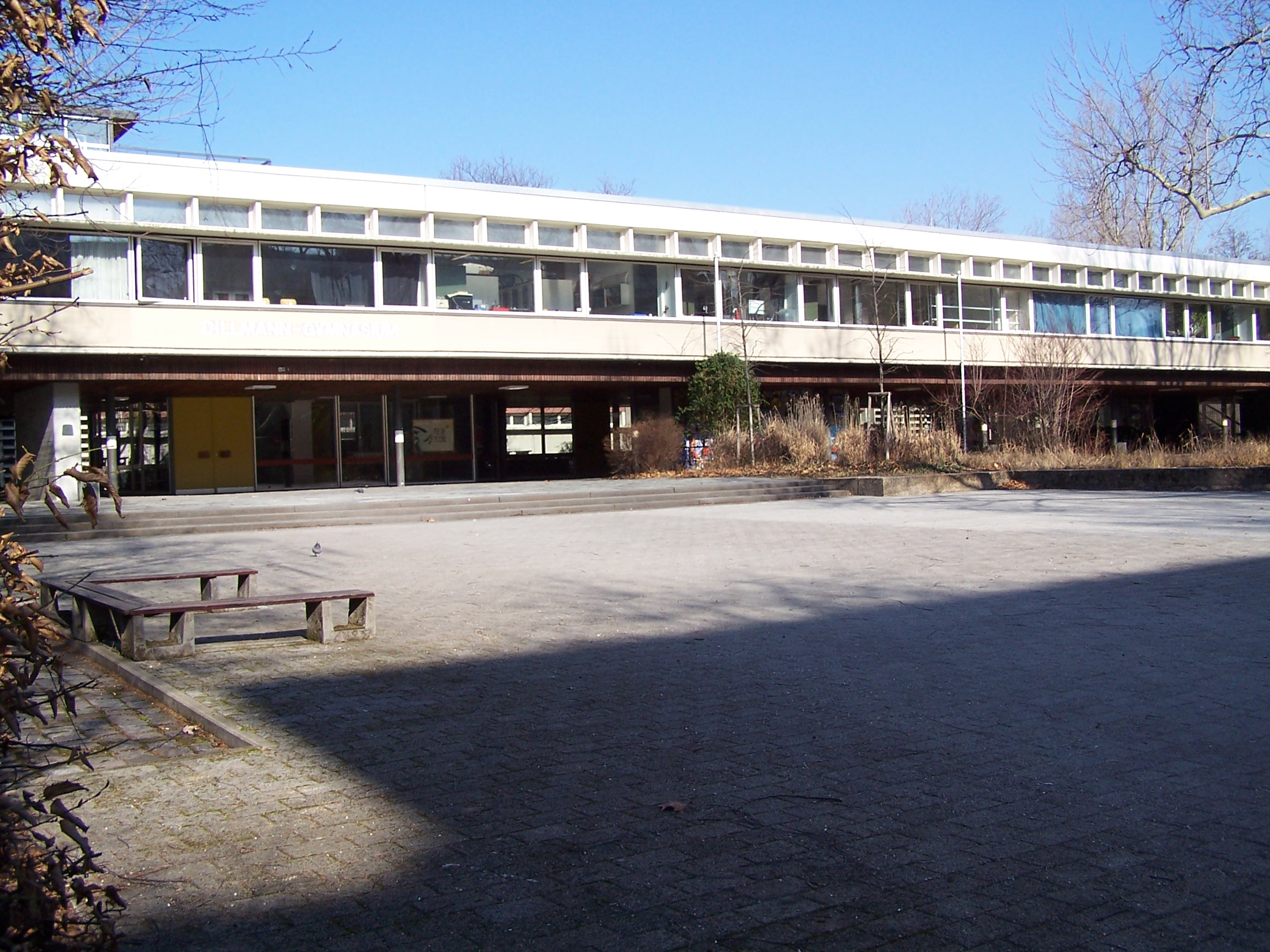
Dillmann-Gymnasium in Stuttgart

- Mädchen-Mittelschule, Kassel (1956–61), Planung mit Peter Salzbrenner
- Dillmann-Gymnasium, Stuttgart (1956–58), Planung mit Peter Salzbrenner
- Volksoberschule, Preetz (1960–64)
- Mittelpunktschule, Anspach (1962–66)
- Kindergarten der Paulusgemeinde, Ludwigsburg (1966–68)
- Kinderdorf Waldstetten, Salzstetten-Heiligenbronn (1972–75)
- Canisius-Schule, Schwäbisch Gmünd (1985–88)

### Sonstiges

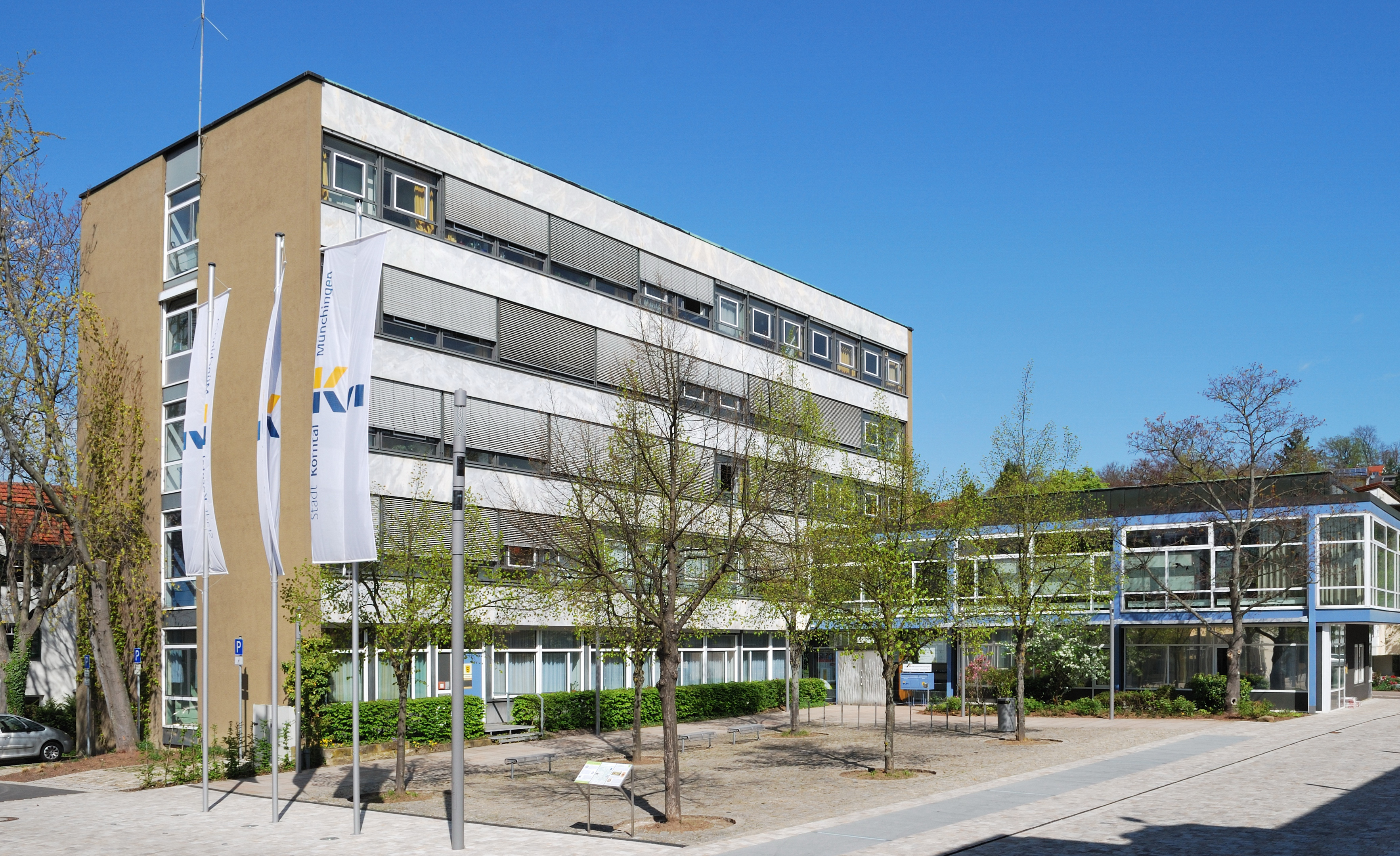
Rathaus in Korntal

- Landratsamt, Waiblingen (1952–58), Planung mit Peter Salzbrenner, künstlerische Ausgestaltung: Roland Dörfler
- Rathaus, Korntal (1960–69), Planung mit Hans Bregler
- Altenheim des Caritasverbands, Munderkingen (1972–74)
- Tagungshaus „Hirschhaus“ der Diözese Rottenburg, Rottenburg (1976–82)
- Bezirksrathaus, Stuttgart-Weilimdorf (1981–84)